# 寄畑站
寄畑站（日语：／ Yorihata eki */?）是位於山梨縣南巨摩郡南部町內船21034號，東海旅客鐵道（JR東海）的身延線車站。

## 歷史
- 1931年（昭和6年）11月1日：富士身延鐵道開設寄畑停留場[1]。
- 1938年（昭和13年）10月1日：富士身延鐵道借給鐵道省使用，成為身延線[1]。同時升級至車站。
- 1941年（昭和16年）5月1日：富士身延鐵道正式國有化[1]。
- 1987年（昭和62年）4月1日：伴隨國鐵分割民營化，車站由東海旅客鐵道（JR東海）營運[1]。

## 車站構造
車站是一座地面車站，設有1面1線的單式月台。月台位於路軌西南方。
此站是由身延站管理的無人車站。此站沒有車站大樓，在月台上設有廁所和木造候車室。月台靠近內船一方設有車站出入口。
車站靠近內船一方設有寄畑平交道，在該處越過路軌後可前往車站北方。

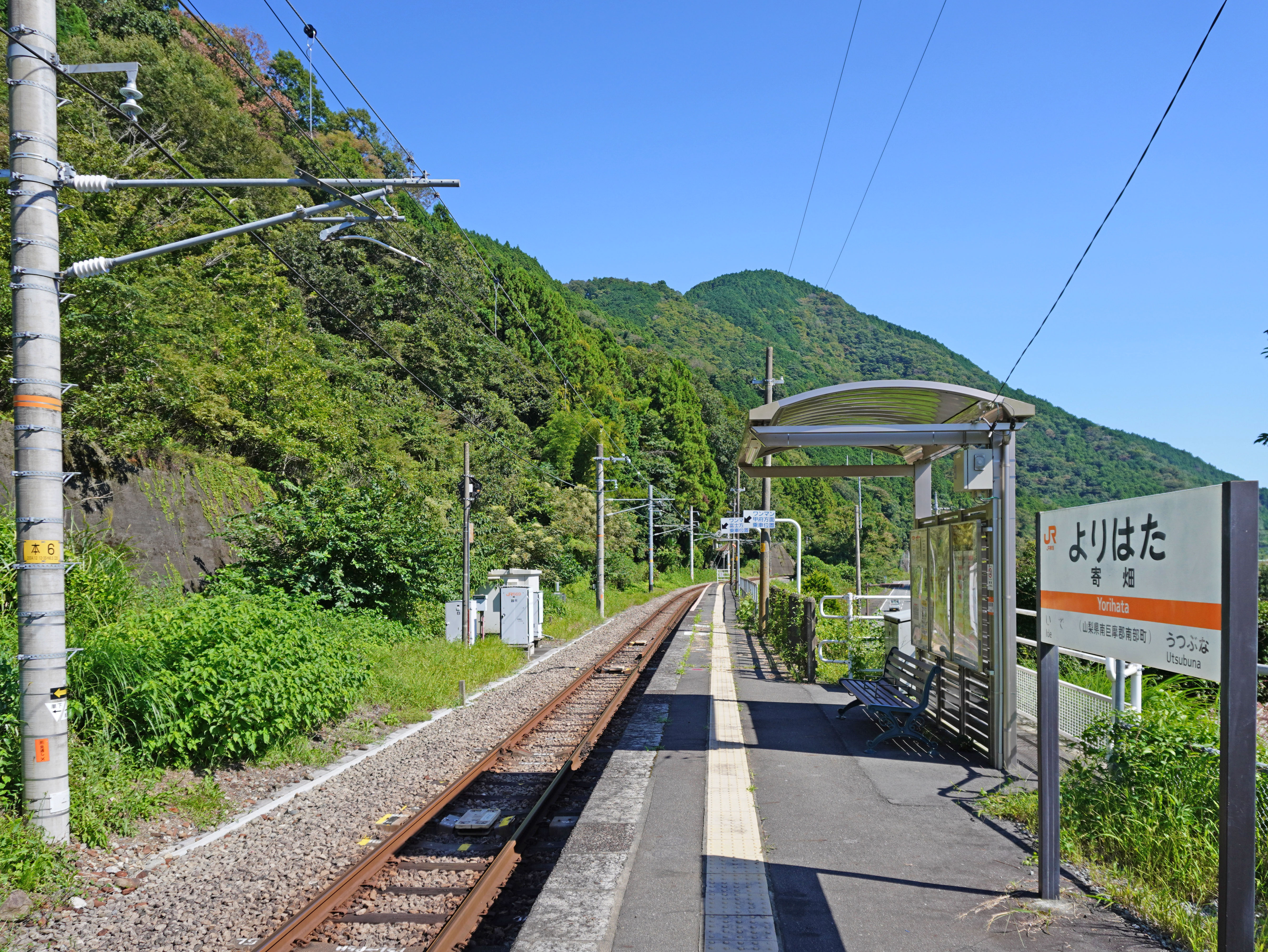
月台(2022年9月)
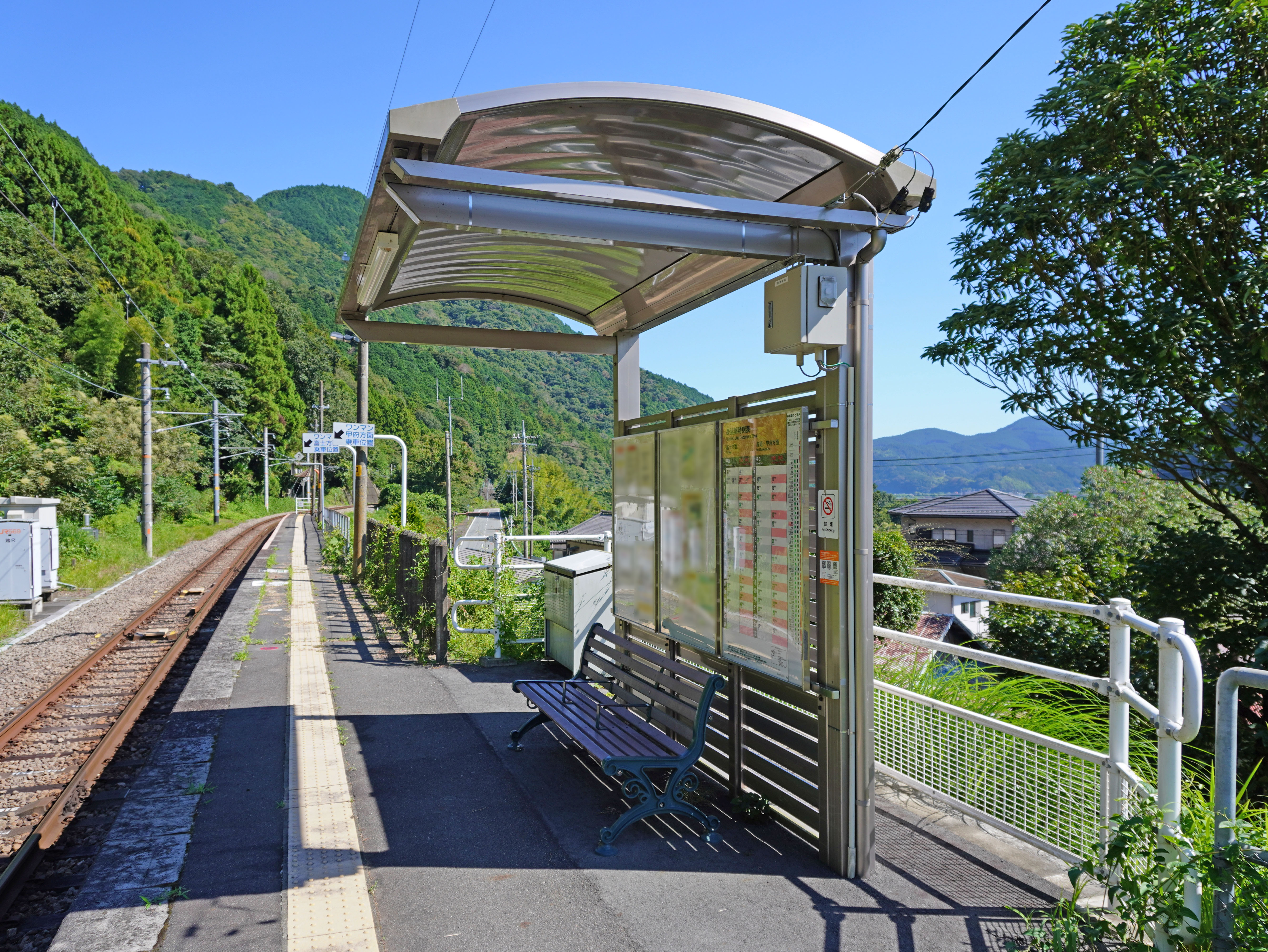
候車亭(2022年9月)
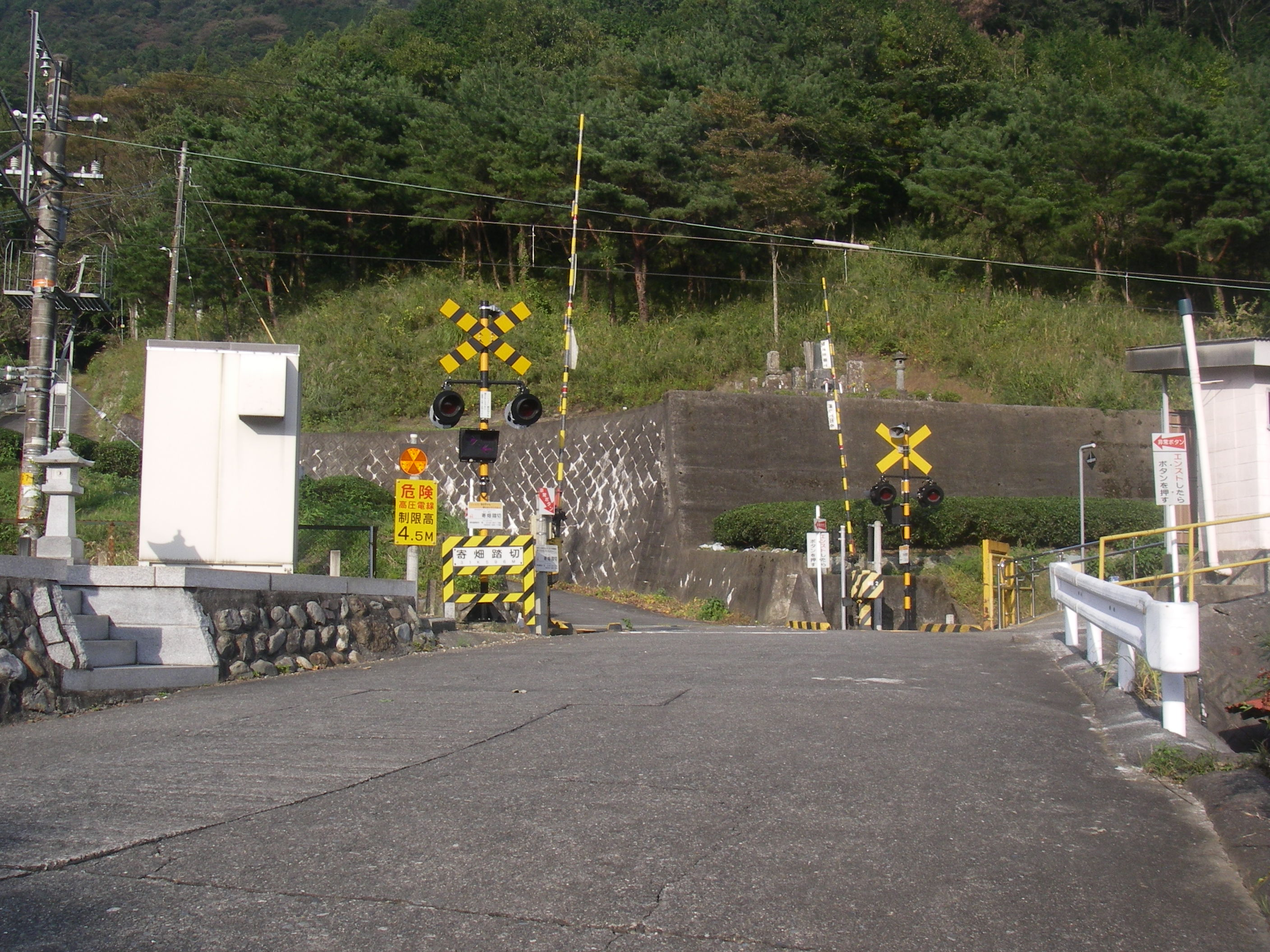
寄畑平交道(2008年10月)

## 使用狀況
以下為近年1日乘車人次列表：
| 乘車人次變化 | 乘車人次變化     | 乘車人次變化 |
| 年度         | 1日平均 乘車人次 |              |
| ------------ | ---------------- | ------------ |
| 2006         | 7                |              |
| 2007         | 11               |              |
| 2008         | 11               |              |
| 2009         | 14               |              |
| 2010         | 10               |              |
| 2011         | 8                |              |
| 2012         | 9                |              |
| 2013         | 11               |              |
| 2014         | 16               |              |
| 2015         | 21               |              |
| 2016         | 15               |              |
| 2017         | 15               |              |

## 車站周邊
車站前設有富士川，與縣道10号並行。車站鄰近寄畑川小河流，該河流匯合富士川。車站附近設有寄畑村落。該處設有茶田。縣道上設有寄畑集會所和八幡神社。另外，從車站越過寄畑平交道北邊設有德間村落。
車站對面岸為南部町楮根區域，該處設有國道52號，該區較多住宅。此站附近沒有橋樑越過富士川。若需要前往上述區域，在井出站或內船站下車比較方便。

## 相鄰車站
東海旅客鐵道（JR東海）
 身延線
井出－寄畑－內船

## 注腳
1. 1 2 3 4 5  曾根悟（日语：曽根悟）（監修）. 朝日新聞出版分冊百科編集部（編集） , 编. . 週刊 歴史でめぐる鉄道全路線 国鉄・JR (朝日新聞出版). 2009-07-26, (3): 22–23 （日语）.
2. ↑  「山梨縣統計年鑑」

## 外部連結
- 國土地理院地圖參閲服務 （页面存档备份，存于） - 寄畑站周邊的1/25000地形圖 （页面存档备份，存于）（日語）